# 八幡東区

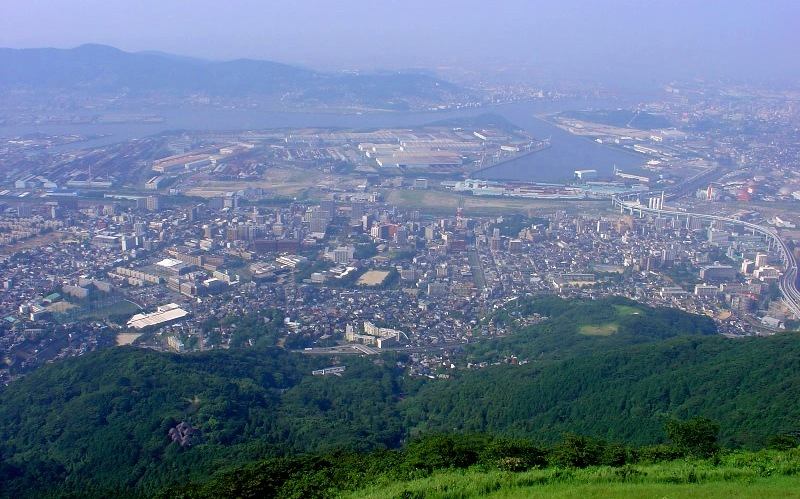
皿倉山頂から見た八幡東区

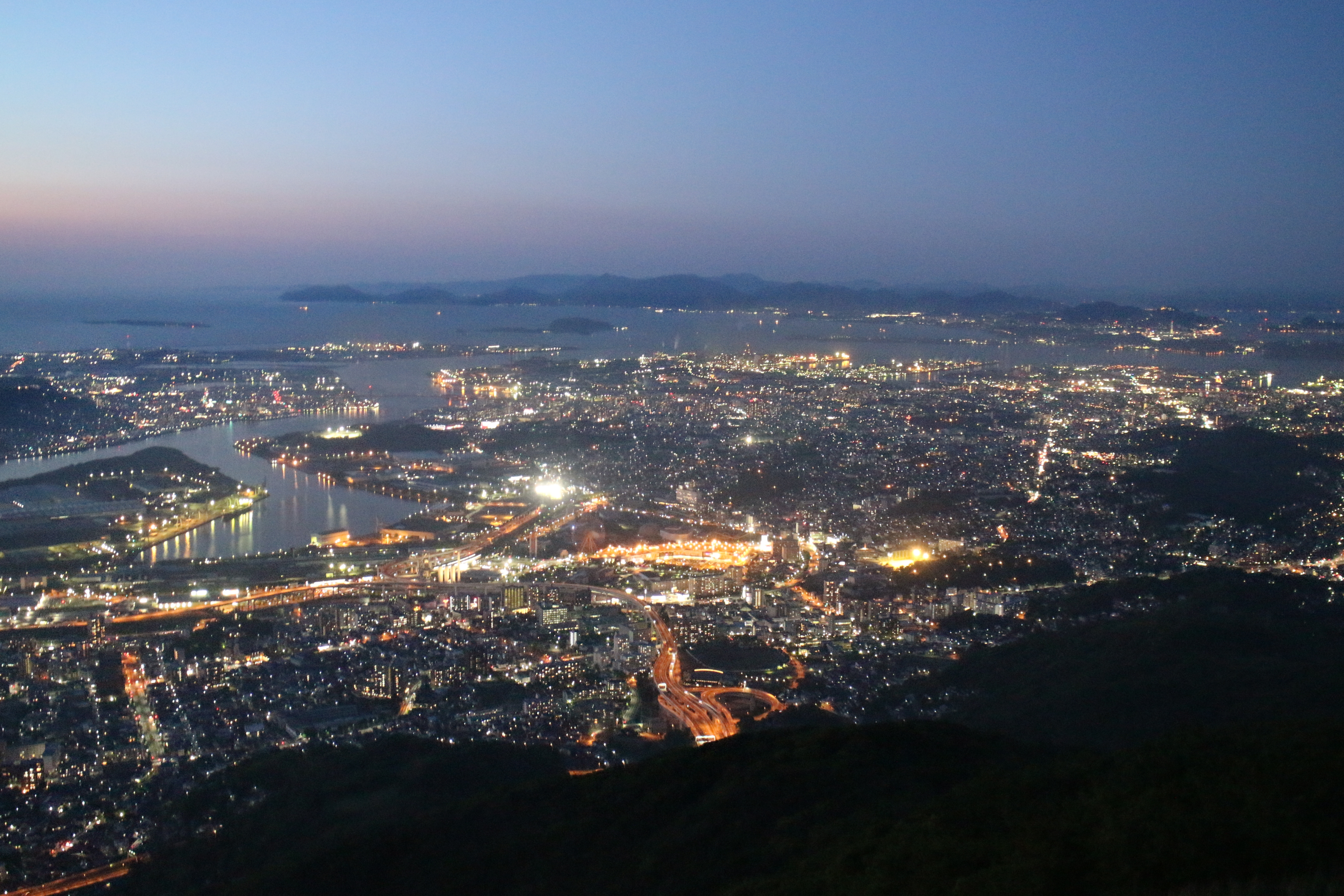
皿倉山頂から見た八幡東区の夜景

八幡東区（やはたひがしく）は、北九州市を構成する7区の行政区の一つである。

## 歴史

### 八幡の名前の由来
尾倉村・大蔵村・枝光村が合併して八幡村が誕生したが、三つの村ともに産土神様の八幡神社を祭っていたので、新村の名を「八幡」にしたといわれている。

### 八幡村発足以来の歴史
- 1889年（明治22年） - 遠賀郡尾倉村・大蔵村・枝光村が合併し、八幡村となる。
- 1900年（明治33年） - 町制施行により、八幡町となる。
- 1901年（明治34年） - 官営八幡製鉄所の操業が開始される。
- 1917年（大正6年） - 市制施行により、八幡市となる。
- 1925年（大正14年）
  - 4月28日 - 企救郡板櫃町（いたびつまち）の一部（大字槻田←旧企救郡槻田村←旧企救郡高槻村＋荒生田村）を編入（他の地区は小倉市に編入）。
- 1926年（大正15年） - 八幡市が遠賀郡黒崎町を編入する。
- 1937年（昭和12年） - 八幡市が遠賀郡上津役村を編入する。
- 1944年（昭和19年） - 八幡市が遠賀郡折尾町を編入する。
- 1955年（昭和30年） - 八幡市が遠賀郡香月町と鞍手郡木屋瀬町を編入する。
- 1963年（昭和38年）
  - 2月10日 - 八幡市が小倉市・門司市・戸畑市・若松市との合併により、北九州市の一部となる。
  - 4月1日 - 北九州市が政令指定都市となり[2]、旧八幡市部分は八幡区となる。
- 1974年（昭和49年）4月1日 - 八幡区が、桃園公園西側の道路を境に八幡東区と八幡西区に分区され、同時に戸畑区弘文町と旧小倉区山路地区が編入され、現在の区域となる[3]。
- 1996年（平成8年） - 東田第一高炉が市指定文化財（史跡）に指定[4]。
- 1999年（平成11年） - JRスペースワールド駅開設。東田第一高炉整備完了[4]。
- 2001年（平成13年） - 東田地区で「北九州博覧祭2001」開催[4]。
- 2002年（平成14年） - 北九州市環境ミュージアム・北九州市立自然史・歴史博物館オープン[4]。

## 区の概要
官営八幡製鉄所の創業以来、製鉄業で栄えた街で、日本製鉄八幡製鐵所がある。東田地区など区内では製鉄所の遊休地を活かした再開発が進められている。
平野地区では、帆柱山系の山々が東西に裾野を広げ、国際村交流センター、国際協力機構九州国際センター（JICA九州）、九州国際大学などが並び、「国際交流ゾーン」としての整備が進んでいる。
丸山・大谷地区では、斜面地に住宅が密集し、階段が多く、袋小路もあり、旧来からの斜面地らしい街並を残している。地域住民の高齢化に伴い、火災や疾病など緊急時の対応への対策が急務となっている。
東田地区では、土地区画整理事業が行われ、JR鹿児島本線の直線化やスペースワールド駅の開業、新産業分野の誘致、イオンモール八幡東などの商業施設の整備が進められた。また、自然、環境、歴史を学ぶ場として、北九州市立自然史・歴史博物館、北九州市環境ミュージアムが立地している。
高見地区には、北側は緑豊かな丘陵地があり、南側は旧電車通りが走り、市内各所からのアクセスが良好である。高品質なライフスタイルを志向する人々向けに提案された居住エリアで、戸建住宅や共同住宅などの整備が一体的に進められている。
皿倉地区には、市民に親しまれている皿倉山があり、山頂の展望台からは北九州市の街並が一望できる。河内地区には、河内貯水池のほとりに「せせらぎ広場」やサイクリングロードが整備され、休日をのんびり過ごす環境が整えられている。
健康の項に記載の通り、近年少子高齢化が顕著であり、2014年、有識者団体「日本創成会議」が発表した「消滅可能性都市」に、九州の県庁所在地・政令市内で唯一含まれた。

## 区内町名
五十音順
- 荒手
- 荒生田
- 石坪町
- 猪倉
- 祝町
- 枝光
- 枝光本町
- 大蔵
- 大谷
- 大平町
- 大宮町
- 尾倉
- 勝山
- 上本町
- 神山町
- 河内
- 川淵町
- 清田
- 祇園
- 祇園原町
- 景勝町
- 小熊野
- 山路
- 山路松尾町
- 山王
- 昭和
- 白川町
- 末広町
- 諏訪
- 高見
- 竹下町5丁目
- 田代
- 田代町
- 茶屋町
- 中央
- 槻田
- 天神町
- 中尾
- 中畑
- 西台良町
- 西本町
- 西丸山町
- 羽衣町
- 八王寺町
- 花尾町
- 春の町
- 東田
- 東台良町
- 東鉄町
- 東丸山町
- 東山
- 日の出
- 平野
- 藤見町
- 帆柱
- 前田
- 松尾町
- 宮田町
- 宮の町
- 桃園
- 豊町

※字・大字などは除く

## 人口の変遷
- 1975年　123,824
- 1980年　107,880
- 1985年　 98,579
- 1990年　 91,146
- 1995年　 85,405
- 2000年　 80,608
- 2005年　 75,814
- 2010年　 71,801
- 2015年　 68,844

## 交通

### バス
- 西鉄バス北九州
  - 尚、区内に営業所はなく、主に当区内は八幡西区にある八幡自動車営業所が管轄している[注釈 1]。
- 北九州市交通局
  - 若松区を発着してTHE OUTLETS KITAKYUSHU（ジアウトレット北九州）に向かう臨時便を運行している（土曜・日曜・祝日のみ）。かつては小倉駅新幹線口を発着して北九州都市高速道路・黒崎バイパス経由で芦屋町に向かう特急便があり、平日のわずか1便のみで、八幡東区内にはバス停は存在せず通過するのみであったが、2023年3月17日の運行をもって廃止された。
- おでかけ交通
  - 枝光地区、大蔵地区の西鉄バスがもともと運行していない区域や、西鉄バス路線が廃止された田代・河内地区を運行しており、地元住民による運営委員会が運営している。

### 鉄道
- 九州旅客鉄道（JR九州）
  - 鹿児島本線
    - 枝光駅 - スペースワールド駅 - 八幡駅
- その他、山陽新幹線（JR西日本）が小倉駅 - 博多駅間で当区を通過しているが、すべてトンネル区間である。

### 道路

#### 都市高速道路
- 北九州都市高速4号線 : （小倉北区） - (408)山路出入口 - (PA)山路PA - (409)大谷出入口/JCT - (BS)帆柱ケーブルBS - （八幡西区）
- 北九州都市高速5号線 : (505)枝光出入口 - ( )東田出入口 - (TB)東田TB - (409)大谷出入口/JCT

#### 国道
- 国道3号
  - 戸畑バイパス

#### 一般道路
- 旧電車通り
- 山手通り
- 福岡県道62号北九州小竹線(河内貯水池方面)
- 福岡県道50号八幡戸畑線

## 地域

### 教育

#### 大学
- 九州国際大学

#### 高等学校
公立
- 福岡県立八幡高等学校

私立
- 九州国際大学付属高等学校※中高併設

#### 中学校
公立
- 北九州市立枝光台中学校
- 北九州市立槻田中学校
- 北九州市立高見中学校
- 北九州市立大蔵中学校
- 北九州市立中央中学校
- 北九州市立尾倉中学校
- 北九州市立花尾中学校

私立
- 九州国際大学付属中学校※中高併設

#### 小学校
- 北九州市立高見小学校
- 北九州市立槻田小学校
- 北九州市立高槻小学校
- 北九州市立祝町小学校
- 北九州市立大蔵小学校
- 北九州市立河内小学校
- 北九州市立枝光小学校
- 北九州市立八幡小学校
- 北九州市立皿倉小学校
- 北九州市立ひびきが丘小学校
- 北九州市立花尾小学校

#### 図書館
- 八幡図書館
- 八幡東こどもと母のとしょかん

### 健康
区の人口のうち高齢者率が28.3%、年少者率が10.3%と市内各区の中で最も少子高齢化が進んでいる（2005年国勢調査統計値。市全体ではそれぞれ22.2%、13.3%、高齢者率2位の門司区が27.2%、年少者率が2番目に少ない小倉北区が11.6%とともに1ポイント以上の差）。

### 主な医療機関
- 北九州市立八幡病院
- 製鉄記念八幡病院
- 福岡県済生会八幡総合病院

## 経済

### 区内に本社を置く主な企業
- アステック入江
- 大石産業
- 北九西鉄タクシー
- 九州日本信販
- タカミヤ
- 日鐵運輸
- 福岡ひびき信用金庫
- 三島光産
- 吉川工業

### 区内に事業所を置く主な企業
- 奥村組九州支店
- 日本製鉄八幡製鐵所
- 日鉄ステンレス八幡製造所
- 日鉄ソリューションズ西日本支社
- 日鉄興和不動産九州支店
- ジェイコム九州北九州運営局
- 日本郵便八幡郵便局

## 観光名所・見どころ

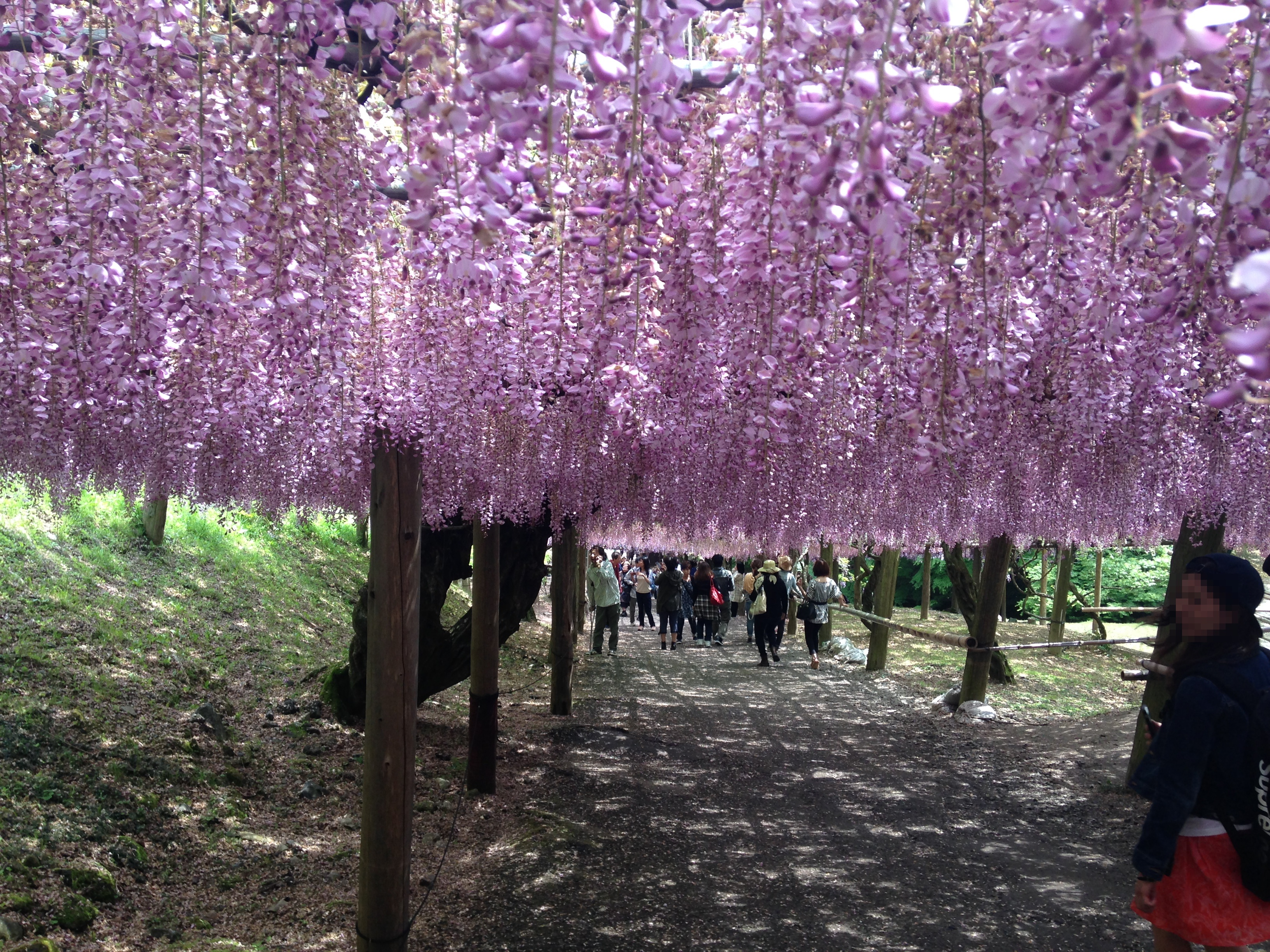
河内藤園

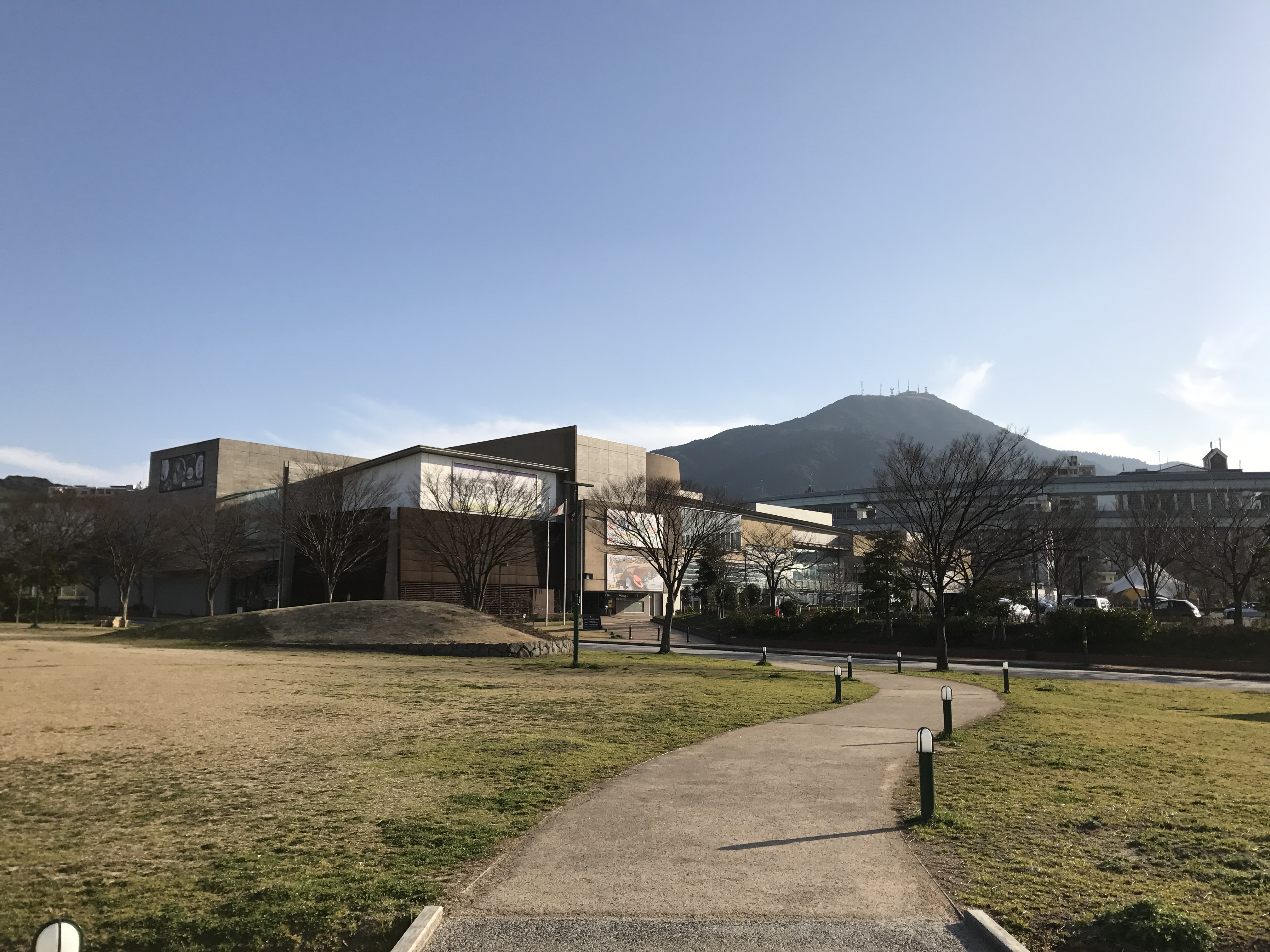
北九州市立いのちのたび博物館と皿倉山

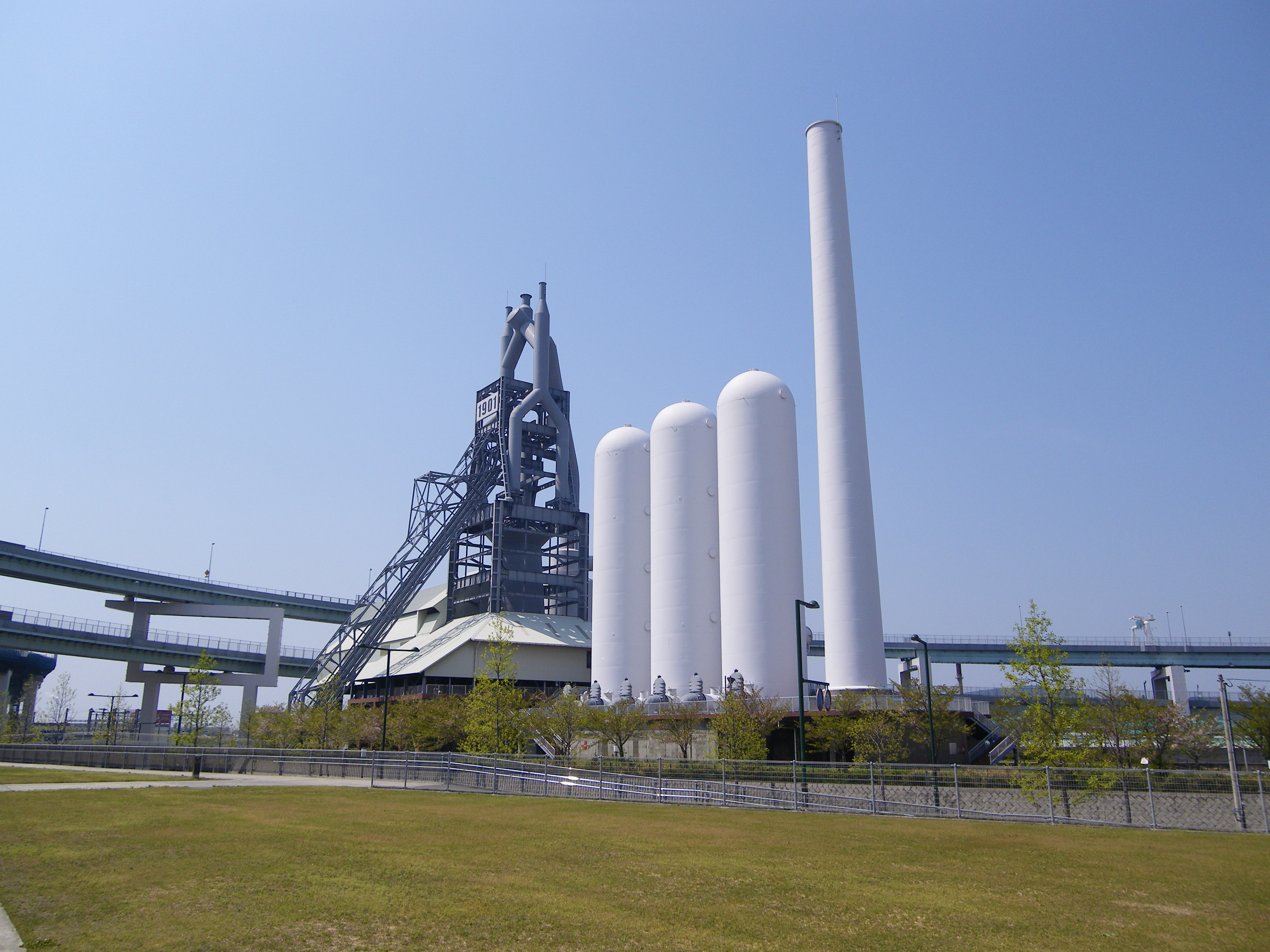
東田第一高炉史跡広場

### 自然
- 皿倉山
  - 皿倉山ケーブルカー
  - 帆柱自然公園
- 河内貯水池
- 河内藤園

### 博物館・文化施設
- 北九州市立いのちのたび博物館
- 北九州市科学館（スペースLABO）
- 北九州市環境ミュージアム
- 北九州イノベーションギャラリー
- 北九州市立響ホール

※かつてあった施設・テーマパーク
- 八幡市民会館 - 2016年3月をもって閉館。
- スペースワールド - 2017年末をもって閉鎖。

### 史跡
- 東田第一高炉史跡広場
- 茶屋町橋梁 - 北九州市の市史跡
- 旧百三十銀行八幡支店 - 市指定有形文化財
- 旧官営八幡製鐵所関連施設 - 明治日本の産業革命遺産

### 商業施設
- 八幡中央区商店街
- 祇園町商店街
- イオンモール八幡東
- THE OUTLET KITAKYUSHU
- さわらびガーデンモール八幡
- 有楽映画劇場 - 映画館。2019年6月27日閉館。
- 八幡名画座 - 映画館。

### 宿泊施設
- 千草ホテル
- 北九州八幡亀の井ホテル

### 温泉施設
- 河内温泉あじさいの湯
- 東田温泉シーサイドスパ

## 祭事
- 前田祇園山笠 - 7月第3土・日・月
- 起業祭 - 11月上旬3日間

## 通信・放送

### 日本郵政グループ
- 八幡郵便局（〒805-xxxx、区内全域の集配を担当）

### 電話
以下に示す市外・市内局番は総務省の公開情報による。近年、通信自由化で従来のパターンが通用しなくなっている。
西日本電信電話（NTT西日本）
グループのリストラにより現在は全域が北九州支店・北九州MAの管内である。
- 北九州八幡2号…(093)66x（x=1-3）、671、672、68x（x=1-3）
- 八幡槻田…(093)65x（x=1-4。槻田地区周辺、小倉北区の一部と共通）

以下、エリア分類不明。区内にも該当する番号が存在する。
- NTT西日本（ひかり電話）…(093)432、436、453、476、477、482、483
- NTTコミュニケーションズ…(093)330
- NTTドコモ…(093)395
- 九州通信ネットワーク…(093)98x (x=0-2)
- KDDI…(093)55x (x=3-8)、776、777
- ソフトバンク…(093)28x (x=0,4-9)、588、888、889
- J:COM九州…(093)23x (x=1-6)
- UCOM…(093)600
- テクノロジーネットワークス…(093)230
- 楽天コミュニケーションズ…(093)238

なお参考までに、NTT西日本における一般的な割り当てルールは以下の通り。
- 2xy…中間市・遠賀郡
- 3xy…門司区
- 4xy…小倉南区・門司区・苅田町
- 5xy…小倉北区
- 7xy…若松区
- 8xy…戸畑区

携帯電話については、NTTドコモ、au by KDDI、SoftBankとも区内ほとんどの地域で利用可能となっているが、山間部で繋がらない地域がある。世代交代が進められていることもあり、3G（第三世代）以降のサービスのみについてエリア拡大のため基地局整備等が進められている。

### 新聞社
区内には拠点が無く、小倉北区にある拠点が直接取材を行っている。

### 放送
皿倉山に八幡テレビ・FM放送所が置かれ、デジタルテレビジョン放送、FMラジオ放送（AMの補完放送を含む）、V-Lowマルチメディア放送「i-Dio」（FM FUKUOKAに併設）が送信されている。AMラジオ放送は、若松区響送信所から出される電波を直接受信する。
演奏所は1958年にテレビ西日本が開局し、15年余りにわたって放送を出していたが、国の方針で1974年に閉鎖。本社は福岡市へ、北九州の拠点は小倉北区へと移された。建物はタカミヤが本社として使っていたが、老朽化で移転・解体され、跡地にはスポーツクラブが建てられた。

## 主な著名人
- 入江伸明（実業家、元西日本工業大学理事長）
- 上田早苗（NHK放送センターアナウンス室長、NHK北九州放送局長歴任）
- 大潮憲司（元小結、前式秀部屋師匠）
- 川原尚行（医師、NPO法人代表）
- 香田晋（演歌歌手）
- 小林千登勢（女優・故人）[注釈 2]
- 末永直海（鈴山キナコ）（作家）
- 中川淳一郎（PRプランナー、作家、編集者）
- 西田たかのり  (ローカルタレント)
- 林家きく麿（落語家　師匠林家木久扇）
- 舛添要一（元東京都知事、元自民党参議院議員、新党改革元代表、元厚生労働大臣、国際政治学者）
- 松永浩美（元プロ野球選手）
- 森下整鎮（元プロ野球選手・コーチ）
- 和田直也（作曲家）